# Ali Banat
Pour les articles homonymes, voir Banat.
 (mai 2019).
Ali Banat, né le 28 novembre 1982 à Sydney et mort le 29 mai 2018 dans la même ville est un homme d'affaires australien connu pour sa richesse et ses bonnes actions envers les démunis.
Il deviendra plus tard philanthrope humanitaire, de la banlieue de Sydney, à Greenacre.

## Cancer
Ali Banat a été diagnostiqué porteur d'un cancer des poumons avec une tumeur dans la bouche au stade 4.
En apprenant qu'il ne lui restait plus que sept mois à vivre, il décide de changer radicalement sa manière de vivre. Il survit cependant trois ans.
Habitué à ne rien se refuser, au luxe, aux voitures et aux vêtements très chers, il décide de tout abandonner et de démarrer une nouvelle vie consacrée à son ordre religieux islamique.
Ali Banat prend son cancer comme une révélation, un cadeau, une « chance de changer offerte par Dieu » et se fixe l'objectif de décéder sans aucun bien matériel.

## Association caritative
Après son diagnostic, il décide de fonder l'association Muslims Around the World Project (MATW), à laquelle il donne toute sa fortune et son temps.
Il réussit à trouver de nombreux sponsors, résultat d'un travail sans relâche. Ces sponsors lui permettent de voyager dans les pays ayant besoin d'aide, majoritairement en Afrique, où il a aidé à construire des villages, une mosquée ou encore une école qui a pu accueillir plus de 600 orphelins.
Muslims Around the World Project a aussi aidé à la création d'un centre médical et a aidé les communautés locales en lui fournissant les ressources nécessaires à la création de leurs propres entreprises.
Son histoire a incité des personnes de tous les horizons à faire un don à son association.
Muslims Around the World Project (MATW) a reçu à ce jour plus de 600 000 euros de dons